# Хантіновка
Ханті́новка (рос. Хантиновка) — присілок у складі Сладковського району Тюменської області, Росія.
Населення — 76 осіб (2010, 87 у 2002).
Національний склад станом на 2002 рік:
- росіяни — 85 %